# Thoigné
Thoigné är en kommun i departementet Sarthe i regionen Pays de la Loire i nordvästra Frankrike. Kommunen ligger i kantonen Marolles-les-Braults som tillhör arrondissementet Mamers. År 2022 hade Thoigné 165 invånare.

## Befolkningsutveckling
Antalet invånare i kommunen Thoigné
| Referens: INSEE |